# Furcraea macdougallii
Furcraea macdougallii ist eine Pflanzenart aus der Gattung Furcraea in der Unterfamilie der Agavengewächse (Agavoideae).  Das Artepitheton macdougallii ehrt den nordamerikanischen Botaniker Thomas Baillie MacDougall (1895–1973).

## Beschreibung
Furcraea macdougallii wächst baumförmig mit 6 bis 8 Meter hohen, schlanken und nicht verzweigten Stämme. Die zahlreichen geraden, linealischen Laubblätter sind konkav und allmählich spitz zulaufend. Jung sind sie aufrecht bis abstehend, alte Laubblätter sind zurückgeschlagen und ausdauernd. Ihre grüne, ledrige, auf beiden Seiten raue Blattspreite ist 120 bis 145 Zentimeter lang und 6 bis 7 Zentimeter breit. Die gerundete rötliche Spitze ist leicht verhärtet. An den stark bewehrten Blatträndern sitzen 1 bis 3 Millimeter lange Zähne.
Der robuste und stark verzweigte Blütenstand erreicht eine Höhe von 5 bis 8 Meter. Die fein flaumenharig bis filzigen Teilblütenständ sind 1 bis 1,5 Meter lang. Die Brakteen sind viel kürzer als die 5 bis 10 Millimeter langen, fein flaumenharigen Blütenstiele. Die Blüten weisen eine Länge von 37 bis 40 Millimeter auf und stehen zu zweit bis viert zusammen. Ihre schmal elliptischen bis elliptischen, papillösen Perigonblätter sind 15 bis 22 Millimeter lang und 3 bis 60 Millimeter breit. Außen sind sie weiß, innen grün. Die Staubfäden sind 10 bis 13 Millimeter lang. Der dreikantige, zylindrische Fruchtknoten weist eine Länge von etwa 20 Millimeter auf. Der abrupt erweiterte Griffel ist 13 bis 16 Millimeter lang.
Die länglichen dreikantigen, ledrigen Früchte erreichen eine Länge von 5 bis 7 Zentimeter und eine Breite von 3 bis 3,5 Zentimeter. Ihre Innenflächen sind gelblich, die Außenseite schwärzlich.

## Systematik und Verbreitung
Furcraea macdougallii ist in den mexikanischen Bundesstaaten Puebla und Querétaro in tropischen laubabwerfenden Wäldern und Dornenwäldern auf Kalkböden in 800 bis 1000 Meter Höhenlage verbreitet. Nach R. Govaerts kommt sie auch in den Bundesstaaten Oaxaca und Chiapas vor.
Die Erstbeschreibung durch Eizi Matuda wurde 1955 veröffentlicht. Furcraea macdougallii wird in der Gattung in die Sektion Furcraea eingeordnet.

## Nachweise